# The Return of Bulldog Drummond
The Return of Bulldog Drummond (em português:  O retorno de Bulldog Drummond) é um filme de suspense britânico de 1934, dirigido por Walter Summers e estrelando Ralph Richardson, Ann Todd e Claud Allister. Foi baseado do romance de 1932 The Return of Bulldog Drummond, de H. C. McNeile.

## Elenco
- Ralph Richardson - Bulldog Drummond
- Ann Todd - Phyllis Drummond
- Joyce Kennedy - Irma Peterson
- Francis L. Sullivan - Carl Peterson
- Claud Allister - Algy Longworth
- H. Saxon-Snell - Zadowa
- Spencer Trevor - Sir Bryan Johnstone
- Charles Mortimer - Inspetor McIver
- Wallace Geoffrey - Charles Latter
- Pat Aherne - Jerry Seymour